# Бихів-1

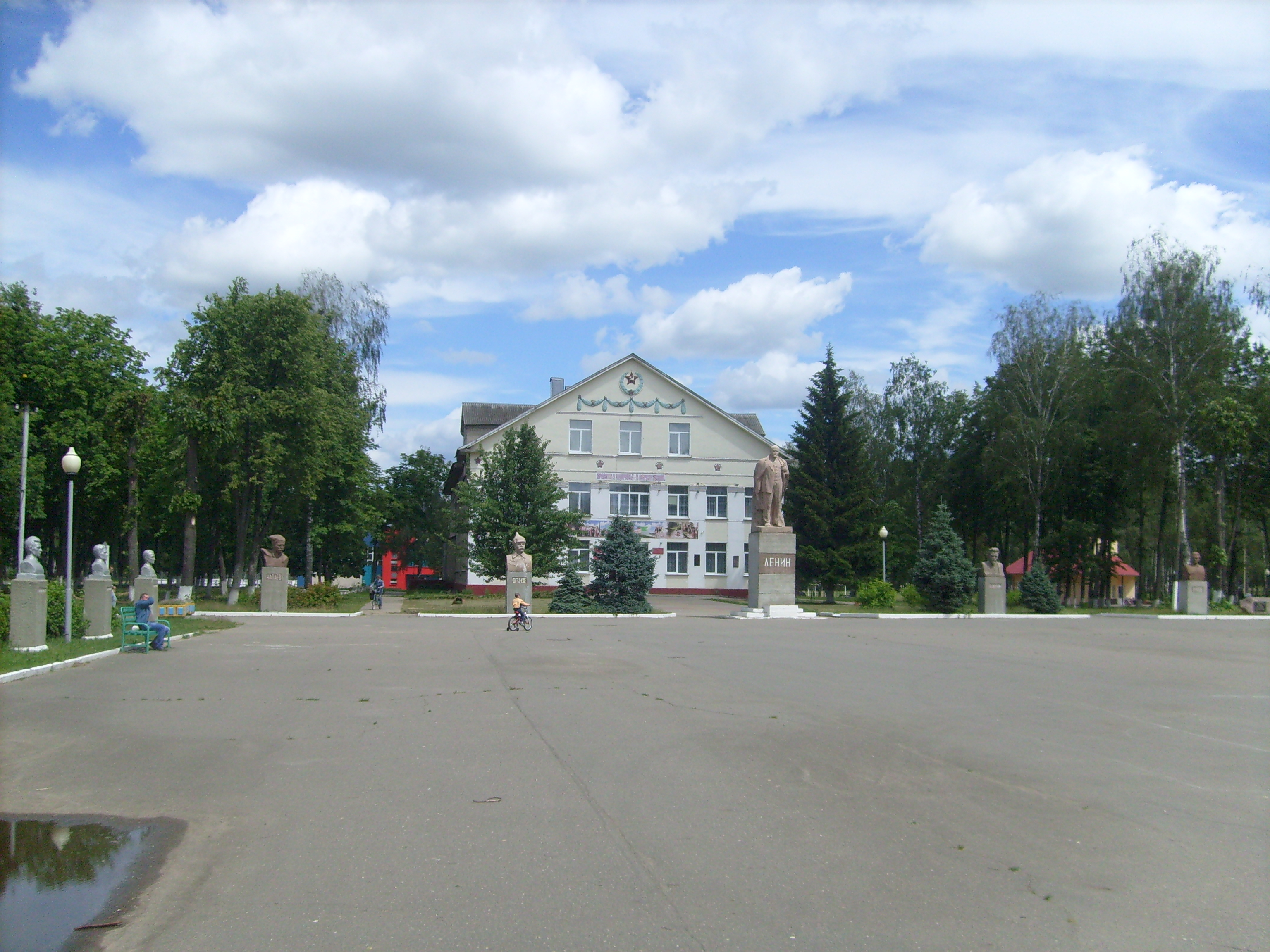
Воєнне містечко «Бихів-1». Площа Героїв. Будинок офіцерів

Бихів-1 — колишнє воєнне містечко, гарнізон у білоруському Бихові, райцентрі в Могильовській області, нині — один з мікрорайонів Бихова.
На території містечка знаходився військовий аеродром.
На території є колишній Будинок офіцерів, який нині використовується як Будинок культури. Поруч — Алея героїв Радянського Союзу.

## Історія
Першу бетонну злітну смугу на околиці Бихова почали будувати в 1946.
Незабаром тут виросло ще одне справжнє місто, яке отримало назву Бихів-1 — окопане ровом, загороджене колючим дротом та з особливим статусом.
В місті розташовувалась 57-ма Смоленська Червонопрапорна морська ракетоносна авіадивізія Балтійського флоту ВМФ СРСР.
На аеродромі базувалися ракетоносці-бомбардувальники Ту-16, на зміну їм прийшли надзвукові Ту-22М2 з ядерною зброєю на борту.
За 15 кілометрів від Бихова стояла так звана Ремонтно-технічна база (РТБ) ВПС Балтійського флоту — насправді місце розташування 24-го армійського арсеналу ядерної зброї.
Після аварії 26 червня 1986 року на ЧАЕС Бихівський район потрапив у зону радіоактивного забруднення у межах від 1 до 15 Кі/кв.км. і підвищений радіаційний фон заважав точному контролю рівня випромінювання від боєзарядів.
В 1996 місцевий гарнізон залишив останній солдат.